# Emil Reinecke
Emil Reinecke (Einbeck, 26 april 1933 - Delmenhorst, 4 mei 2011) was een Duits wielrenner.

## Biografie
Reinecke was al lid van de West-Duitse nationale ploeg toen hij in 1955 besloot om, evenals Wolfgang Grupe en Horst Tüller, de grens over te steken naar de DDR om daar aan de befaamde Sporthogeschool van Leipzig (DHFK) te gaan studeren. Hij ging er ook koersen en won zo dat jaar Halle-Erfurt-Halle en Meissen-Leipzig-Meissen en kwam terecht in de nationale wielerploeg van Oost-Duitsland.
Een jaar later veranderde hij alweer van gedachte en verhuisde terug naar het westen. Hij werd daar al snel beroepswielrenner. Hij reed 30 zesdaagsen, veelal met Hennes Junkermann, en in de nadagen van zijn sportloopbaan haalde hij in 1960 als knecht van Junkermann de eindstreep van de Tour de France. Nadien werkte hij als verkoper van de bandenfabrikant Continental te Bremen.

## Belangrijkste overwinningen
1954
- Nationaal kampioen veldrijden, Elite

## Resultaten in voornaamste wedstrijden
| Jaar | Ronde van Italië | Ronde van Frankrijk | Ronde van Spanje |
| ---- | ---------------- | ------------------- | ---------------- |
| 1956 |                  |                     |                  |
| 1957 |                  |                     |                  |
| 1958 | opgave           |                     |                  |
| 1960 |                  | 56e                 |                  |

| Jaar | Milaan-San Remo | Ronde van Vlaanderen |  | WK op de weg |
| ---- | --------------- | -------------------- |  | ------------ |
| 1956 | 85e             |                      |  | 23e          |
| 1957 |                 | 21e                  |  |              |
| 1958 |                 |                      |  |              |
| 1960 |                 |                      |  |              |